# Benedict Cumberbatch
Benedict Timothy Carlton Cumberbatch CBE (Hammersmith, Anglaterra, 19 de juliol de 1976) és un actor anglès. Conegut pel seu treball a la pantalla i l'escenari, ha rebut diversos reconeixements, com ara un premi de televisió de l'Acadèmia Britànica, un premi Primetime Emmy i un premi Laurence Olivier, a més de nominacions a dos premis Oscar, dos premis BAFTA i quatre Globus d'Or. El 2014, la revista Time el va nomenar una de les 100 persones més influents del món, i el 2015, va ser nomenat CBE al Palau de Buckingham per serveis a les arts escèniques i a la caritat.
Cumberbatch va estudiar teatre a la Universitat Victoria de Manchester i va obtenir un màster en arts en interpretació clàssica a l'Acadèmia de música i art dramàtic de Londres. Va començar a actuar en produccions de teatre de Shakespeare abans de fer el seu debut al West End a la reestrena de Richard Eyre d'Hedda Gabler el 2005. Des d'aleshores, ha protagonitzat les produccions del Royal National Theatre d'After the Dance (2010) i Frankenstein (2011), guanyant per aquest últim el premi Laurence Olivier al millor actor. El 2015, va interpretar el paper principal a Hamlet al Barbican Theatre.
El treball televisiu de Cumberbatch inclou la seva interpretació de Stephen Hawking a la pel·lícula de televisió Hawking (2004). Va obtenir un major reconeixement per interpretar a Sherlock Holmes a la sèrie de la BBC Sherlock del 2010 al 2017, per la qual va guanyar un premi Primetime Emmy com a millor actor principal en una minisèrie o una pel·lícula. Per interpretar el paper principal a la minisèrie Patrick Melrose (2018), va guanyar el premi de televisió de l'Acadèmia Britànica al millor actor.
A les pel·lícules, Cumberbatch ha interpretat a Khan a Star Trek Into Darkness (2013) i ha aparegut als drames històrics Amazing Grace (2006), 12 Years a Slave (2013), 1917 (2019) i The Courier (2020). Va rebre elogis de la crítica i nominacions per a l'Oscar al millor actor per les seves interpretacions com Alan Turing a The Imitation Game (2014) i com a ramader volàtil a The Power of the Dog (2021). Del 2012 al 2014, mitjançant la captura de veu i moviment, Cumberbatch va interpretar a Smaug i Sauron a la sèrie de pel·lícules El Hobbit. Des del 2016, ha interpretat a Stephen Strange en diverses pel·lícules ambientades a l'univers cinematogràfic Marvel, com Doctor Strange (2016) i Doctor Strange in the Multiverse of Madness (2022).

## Primers anys i formació
Benedict Timothy Carlton Cumberbatch va néixer el 19 de juliol de 1976 al Queen Charlotte's and Chelsea Hospital al districte londinenc de Hammersmith, fill dels actors Timothy Carlton (Timothy Carlton Congdon Cumberbatch) i Wanda Ventham. Va créixer al districte de Kensington i Chelsea. Té una germanastra, Tracy Peacock, del primer matrimoni de la seva mare. El seu avi, Henry Carlton Cumberbatch, va ser un oficial de submarí de les dues guerres mundials i una figura destacada de l'alta societat londinenca. El seu besavi, Henry Arnold Cumberbatch, va ser un diplomàtic que va exercir de cònsol a Turquia i al Líban, i el seu besavi, Robert William Cumberbatch, també va ser cònsol britànic a Turquia i l'Imperi Rus. El seu rebesavi, Abraham Parry Cumberbatch, era un ric propietari d'esclaus a Barbados, Jamaica. Cumberbatch està emparentat amb rei Ricard III, a qui va retratar a The Hollow Crown. Va assistir a l'enterrament de Ricard III el 2015 i va llegir-hi un poema.
Cumberbatch va assistir a internats des dels vuit anys; es va educar a l'escola Brambletye a West Sussex i va ser un estudiós d'arts a l'escola Harrow. Va ser membre de la Rattigan Society, el principal club de les arts dramàtiques de Harrow, que va rebre el nom del dramaturg Terence Rattigan. Va participar en nombroses obres de Shakespeare a l'escola i va fer el seu debut com a actor com Titania, la reina de les fades, a Somni d'una nit d'estiu quan tenia dotze anys. El seu primer paper principal va ser com Eliza Doolittle a Pigmalió de Bernard Shaw, en una producció del cap de clàssics, James Morwood. El professor de drama de Cumberbatch, Martin Tyrell, el va anomenar «el millor actor escolar» amb qui havia treballat mai. Malgrat les seves habilitats, el professor de teatre de Cumberbatch a Harrow el va advertir contra una carrera com a actor, qualificant-la de «negoci difícil».
Després de deixar Harrow, Cumberbatch va fer un any sabàtic per oferir-se com a professor d'anglès voluntari en un monestir tibetà a Darjeeling, Índia. Després va assistir a la Universitat Victoria de Manchester, on va estudiar teatre. Va continuar la seva formació com a actor a la London Academy of Music and Dramatic Art (LAMDA), graduant-se amb un màster en interpretació clàssica. El 16 de gener de 2018, es va anunciar que Cumberbatch succeiria a Timothy West com a president de LAMDA.

## Carrera

### Teatre

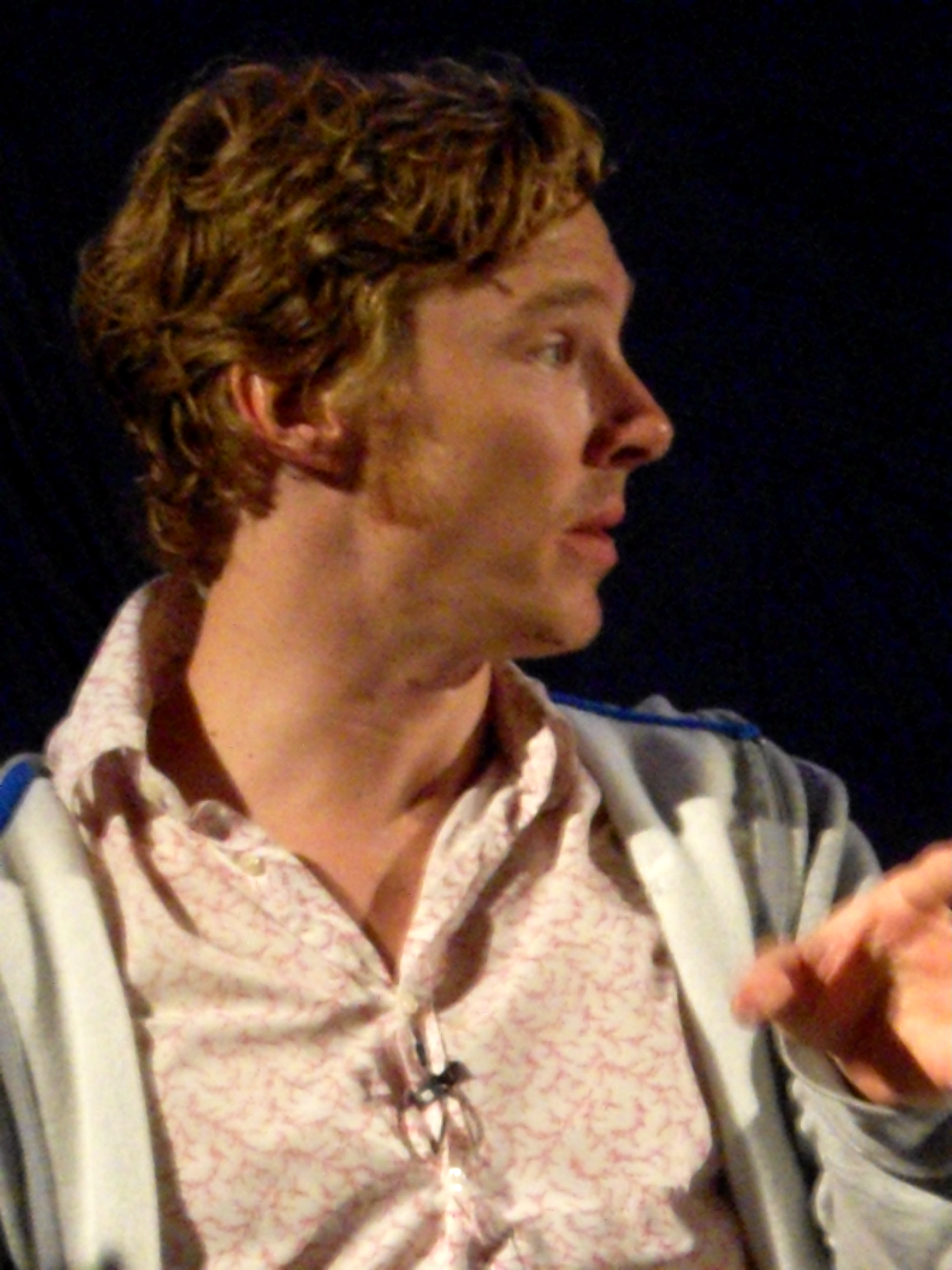
Durant els assajos de Frankenstein, abril de 2011

Des del 2001, Cumberbatch ha tingut papers importants en una dotzena d'obres clàssiques als teatres Regent's Park Open Air, Almeida, Royal Court i Royal National. Va ser nominat al premi Olivier a la millor interpretació en un paper secundari pel seu paper de George Tesman a Hedda Gabler, que va representar al Teatre Almeida el 16 de març de 2005 i al Teatre Duc de York quan es va traslladar al West End el 19 de maig de 2005. Aquest canvi va marcar la seva primera aparició al West End.
El juny de 2010, Cumberbatch va liderar la reestrena d'After the Dance de Terence Rattigan dirigida per Thea Sharrock al Royal National Theatre. Va interpretar l'aristòcrata dels anys vint David Scott-Fowler amb èxit comercial i de crítica. L'obra va guanyar quatre premis Olivier inclòs la millor reestrena. Va actuar a The Children's Monologues de Danny Boyle, un esdeveniment benèfic teatral al Teatre Old Vic de Londres el 14 de novembre de 2010 que va ser produït per Dramatic Need.
El febrer de 2011, Cumberbatch va començar a representar, en nits alternes, tant Victor Frankenstein com la seva criatura, al costat de Jonny Lee Miller, a la producció escènica de Danny Boyle del Frankenstein de Mary Shelley al Royal National Theatre. Frankenstein es va emetre als cinemes com a part del National Theatre Live el març de 2011. Cumberbatch va aconseguir la «Triple Corona del Teatre de Londres» el 2011 quan va rebre el premi Olivier, el premi Evening Standard i el premi Critics' Circle Theatre per la seva actuació a Frankenstein.
Cumberbatch va formar part d'un repartiment amb membres de la Royal National Theatre Company a 50 Years on Stage, l'esdeveniment emblemàtic del Royal National Theatre pel seu 50è aniversari el 2 de novembre de 2013. Va interpretar a Rosencrantz en una escena seleccionada de l'obra de Tom Stoppard Rosencrantz and Guildenstern Are Dead. L'espectacle va ser dirigit per Sir Nicholas Hytner i es va emetre a BBC Two i als cinemes de tot el món com a part del National Theatre Live.
Cumberbatch va tornar al teatre per interpretar Hamlet de Shakespeare al Barbican Theatre de Londres. La producció va ser dirigida per Lyndsey Turner i produïda per Sonia Friedman, que va començar la seva durada de 12 setmanes l'agost de 2015. L'actuació, protagonitzada per Sian Brooke, va ser retransmesa per la National Theatre Company per satèl·lit internacionalment com Hamlet in Rehearsal. Va obtenir la seva tercera nominació als premis Laurence Olivier pel paper.

### Televisió

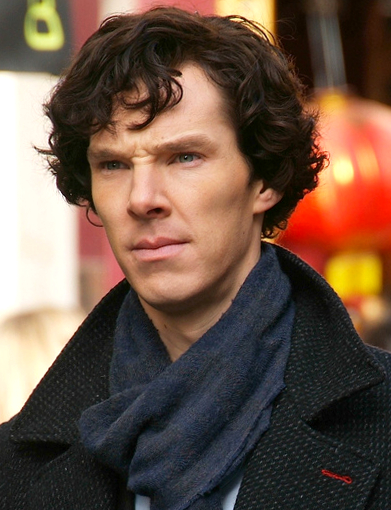
Filmant Sherlock a Chinatown, Londres, març de 2010

Els primers papers televisius de Cumberbatch inclouen dos papers diferents a Heartbeat (2000, 2004), Freddy a Tipping the Velvet (2002), Edward Hand a Cambridge Spies (2003) i Rory a la sèrie de comèdia i drama d'ITV Fortysomething (2003). També va aparèixer a Spooks i Silent Witness. El 2004, va aconseguir la seva primera part principal a la televisió com Stephen Hawking a Hawking. Va ser nominat al premi BAFTA TV al millor actor i va guanyar la Nimfa d'Or per pel·lícules de televisió – Millor interpretació d'un actor. Més tard va proporcionar la veu de Hawking al primer episodi de la sèrie de televisió Curiosity. També va aparèixer a la minisèrie de la BBC Dunkirk com el tinent Jimmy Langley.
El 2005, Cumberbatch va interpretar el protagonista Edmund Talbot a la minisèrie To the Ends of the Earth, basada en la trilogia de William Golding; durant el rodatge va experimentar un aterridor segrest de vehicle a Sud-àfrica, i va aconseguir escapar. Va fer breus aparicions al programa de comèdia Broken News i a la sitcom de Channel 4 Nathan Barley el 2005 i va aparèixer al costat de Tom Hardy a l'adaptació televisiva de Stuart: A Life Backwards, que es va emetre a la BBC el setembre de 2007.
El 2008, Cumberbatch va interpretar el personatge principal de la minisèrie drama de la BBC The Last Enemy, guanyant una nominació al Satellite Award al millor actor en una minisèrie o pel·lícula de televisió. El 2009, va aparèixer a Miss Marple: Murder Is Easy d'Agatha Christie com Luke Fitzwilliam. Va interpretar a Bernard a l'adaptació televisiva de Small Island, fet que li va valer una nominació al premi BAFTA de televisió al millor actor secundari. Cumberbatch va aparèixer a l'obra de Michael Dobbs, The Turning Point, que es va emetre com una d'una sèrie d'obres de televisió emeses en directe per Sky Arts. L'obra representava una trobada l'octubre de 1938 entre l'espia soviètic Guy Burgess, aleshores un jove que treballava per a la BBC, i Winston Churchill. Cumberbatch va interpretar a Burgess; Churchill va ser interpretat per Matthew Marsh, que havia tingut un paper secundari a Hawking. Va narrar la sèrie de sis capítols South Pacific (títol nord-americà: Wild Pacific), que es va emetre de maig a juny de 2009 a BBC 2.
El 2010, Cumberbatch va retratar Vincent van Gogh a Van Gogh: Painted with Words. The Daily Telegraph va descriure la seva actuació com «[una] delícia […] portant de manera vívida a Van Gogh una vida apassionada i d'ulls blaus.» El mateix any, Cumberbatch va començar a interpretar Sherlock Holmes a la sèrie de televisió conjunta de la BBC / PBS Sherlock, amb l'aclamació de la crítica. La segona sèrie va començar el dia d'Any Nou 2012 al Regne Unit i es va emetre per PBS als Estats Units el maig de 2012. La tercera sèrie es va emetre a PBS durant un període de tres setmanes de gener a febrer de 2014. Cumberbatch va guanyar un Emmy com a actor principal destacat en una minisèrie o una pel·lícula pel tercer episodi de la tercera sèrie de la sèrie titulada His Last Vow. Cumberbatch té una de les bases de fans més agressives fins ara, que forma part dels fandoms «Big Three» al lloc de xarxes socials Tumblr, anomenat SuperWhoLock. L'abril de 2015, Cumberbatch va ser nominat al seu sisè premi de televisió de l'Acadèmia Britànica al millor actor protagonista per la tercera sèrie de Sherlock. El 2016, va tornar a ser nominat a un Emmy com a millor actor principal en una minisèrie o una pel·lícula, aquesta vegada per Sherlock: The Abominable Bride.
El 2012, Cumberbatch va dirigir la minisèrie Parade's End amb Rebecca Hall, coproduïda per la BBC i HBO. Adaptació de la tetralogia de novel·les homònimes de Ford Madox Ford, va ser filmada com a cinc episodis, dirigida per Susanna White i adaptada per Tom Stoppard. La seva actuació li va valdre a Cumberbatch la seva segona nominació als premis Emmy al millor actor en minisèrie o pel·lícula de televisió. El febrer de 2014, Cumberbatch va aparèixer amb els personatges de Barri Sèsam Murray i Count von Count per a PBS. L'abril del mateix any, es va anunciar que Cumberbatch interpretaria a Ricard III a l'obra homònima de Shakespeare a la segona sèrie de pel·lícules de The Hollow Crown que es va emetre tant a Gran Bretanya com als Estats Units. Cumberbatch també ha estat un ambaixador de la marca dels cotxes de luxe Dunlop i Jaguar des del 2014.
Cumberbatch va ser emès el febrer de 2017 per protagonitzar Patrick Melrose, una minisèrie adaptació de les novel·les d'Edward St. Aubyn, que va començar a emetre's a Showtime el 12 de maig de 2018. El 2019, Cumberbatch va aparèixer com a estrateg polític britànic Dominic Cummings (que va exercir com a director de campanya de Vote Leave, la campanya oficial a favor de la sortida del Regne Unit de la Unió Europea) a la pel·lícula de televisió de HBO i Channel 4 Brexit: The Uncivil War.

### Pel·lícula
El 2006, Cumberbatch va interpretar al parlamentari britànic de final del segle xviii i principi del segle xix William Pitt el jove a Amazing Grace, un paper que li va valer una nominació al Cercle de Crítics de Cinema de Londres «British Breakthrough Acting Award». A Atonement (2007), Cumberbatch va interpretar el que The Guardian va anomenar una de les seves «petites parts en grans pel·lícules», i va cridar l'atenció de Sue Vertue i Stephen Moffat, que més tard el portarien a protagonitzar Sherlock. El 2008 va tenir un paper secundari a The Other Boleyn Girl, i l'any següent va aparèixer a la pel·lícula biogràfica de Charles Darwin Creation com l'amic de Darwin, Joseph Hooker. El 2010, va aparèixer a The Whistleblower i Four Lions. Va interpretar Peter Guillam, la mà dreta de George Smiley, a l'adaptació de 2011 de la novel·la de John le Carré Tinker Tailor Soldier Spy. La pel·lícula va ser dirigida per Tomas Alfredson i comptava amb Gary Oldman i Colin Firth. Cumberbatch va interpretar al major Jamie Stewart a War Horse de Steven Spielberg el 2011.

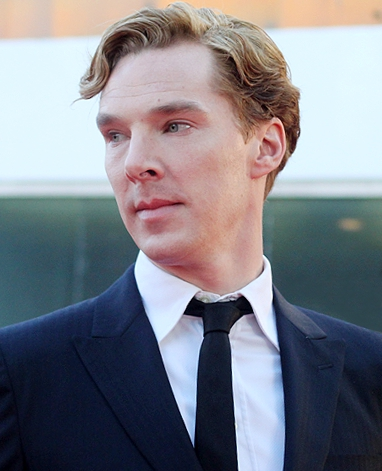
Cumberbatch a l'estrena de Tinker Tailor Soldier Spy, setembre de 2011

El 2012, Cumberbatch va proporcionar la veu i la captura de moviment tant per al drag Smaug com per a Sàuron a Un viatge inesperat, la primera entrega de la sèrie de pel·lícules El Hòbbit basada en la novel·la de J. R. R. Tolkien. Va repetir els seus papers com a Smaug i Sàuron a The Desolation of Smaug (2013) i The Battle of the Five Armies (2014). Per a l'aspecte de captura de moviment de les pel·lícules, va utilitzar un vestit i retoladors facials per ressaltar les expressions i els moviments del drac. Cumberbatch va dir a Total Film: «Només has de tornar-te boig en un terra emmoquetat, en un lloc que sembla una mica un edifici governamental mundà. També era jo, amb quatre càmeres estàtiques i tots els sensors.»
El 2013, Cumberbatch va aparèixer a la seqüela de JJ Abrams, Star Trek Into Darkness, com Khan, l'antagonista de la pel·lícula. Tres de les quatre pel·lícules en què va protagonitzar durant la segona meitat del 2013 es van estrenar al Festival Internacional de Cinema de Toronto: The Fifth Estate, en què va interpretar al fundador de WikiLeaks Julian Assange, 12 Years a Slave, on va interpretar a William Prince Ford, un esclau propietari, i Agost, on va interpretar Charles Aiken. Per a la banda sonora oficial d'aquesta darrera pel·lícula, va gravar una cançó titulada «Can't Keep it Inside».
Cumberbatch va tenir un paper de veu al llargmetratge de DreamWorks Animation Els Pinguins de Madagascar, que es va estrenar el novembre de 2014. Després va protagonitzar el drama històric Desxifrant l'Enigma com el criptògraf britànic Alan Turing, també estrenat el novembre de 2014. El paper li va valer nominacions als Globus d'Or, BAFTA, SAG i Oscar al millor actor. El maig de 2014, es va unir al repartiment de la pel·lícula Black Mass al costat de Johnny Depp que va ser distribuïda per Warner Bros.

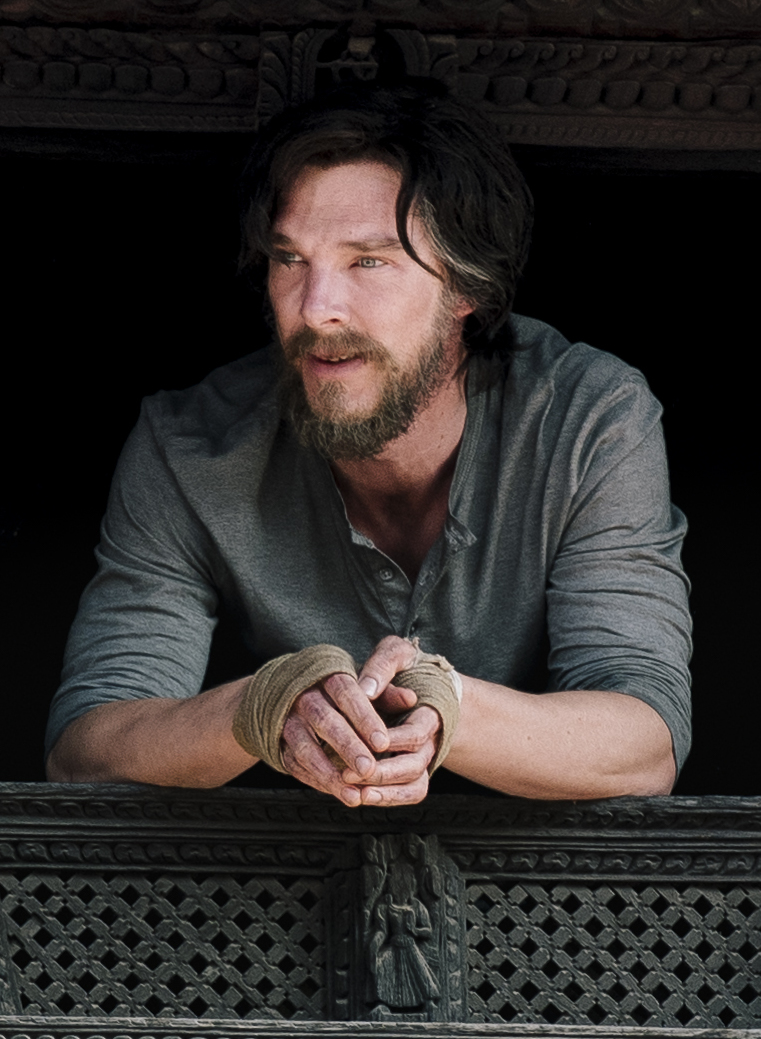
Cumberbatch a Katmandú al plató de Doctor Strange, novembre de 2015

Cumberbatch va protagonitzar Doctor Strange tant a la pel·lícula homònima estrenada el novembre de 2016, a Avengers: Infinity War l'abril de 2018, com a Avengers: Endgame l'abril de 2019. La seva representació de Strange també va aparèixer a Spider-Man: No Way Home (2021) i a Doctor Strange in the Multiverse of Madness (2022). Va interpretar el tità de l'electricitat Thomas Edison a la pel·lícula The Current War el setembre de 2017. El 2018, Cumberbatch va donar la veu al personatge principal de la pel·lícula The Grinch, i va proporcionar la veu i va fer la captura d'actuació del tigre Shere Khan a Mowgli: Legend of the Jungle, l'adaptació cinematogràfica de Netflix El llibre de la selva de Rudyard Kipling, protagonitzat al costat de Christian Bale i Cate Blanchett. El 2019, va aparèixer breument com el coronel britànic Mackenzie a la pel·lícula 1917 de la Primera Guerra Mundial de Sam Mendes.
El 2021, Cumberbatch va protagonitzar el drama The Power of the Dog, escrit i dirigit per Jane Campion. La seva actuació a la pel·lícula va ser aclamada per la crítica, i va rebre nominacions als premis Oscar, BAFTA, als premis del Sindicat d'Actors i als Globus d'Or al millor actor. El mateix any Cumberbatch va interpretar a Louis Wain, un artista anglès excèntric conegut per dibuixar gats antropomorfs d'ulls grans, a The Electrical Life of Louis Wain.

### Ràdio
Cumberbatch ha expressat repetidament el seu afecte per la ràdio i ha realitzat nombroses produccions per a la BBC. Entre els seus treballs radiofònics més coneguts hi ha l'adaptació de la novel·la de John Mortimer Rumpole and the Penge Bungalow Murders el 2009. Va interpretar el jove Rumpole i va participar en nou adaptacions més de les obres de Mortimer. Entre el 2008 i el 2014, va interpretar al capità Martin Crieff a la comèdia Cabin Pressure de la BBC Radio 4, al costat de Stephanie Cole, John Finnemore i Roger Allam. Més endavant, va interpretar l'Àngel Islington a l'adaptació de la BBC Radio 4 del 2013 de Neverwhere de Neil Gaiman. El mateix any, va dirigir l'adaptació de la BBC Radio 3 de l'obra Copenhaguen de Michael Frayn, on va interpretar al físic teòric Werner Heisenberg.
Amb motiu del 70è aniversari del desembarcament de Normandia, el 6 de juny de 2014 Cumberbatch va llegir els butlletins de ràdio originals de la BBC del juny de 1944 per a BBC Radio 4.

### Narració
Cumberbatch ha narrat nombrosos documentals per als canals National Geographic i Discovery. També ha llegit per a diversos audiollibres, com Casanova, La tempesta, The Making of Music, Death in a White Tie, Artists in Crime, Tom and Viv i Sherlock Holmes: The Rediscovered Railway Mysteries and Other Stories. Ha fet la veu en off per a diversos anuncis publicitaris, inclosos els noms més importants de Jaguar, Sony, Pimms i Google+, interpretant el monòleg Seven Ages of Man. Per als Jocs Olímpics de Londres de 2012, va aparèixer en un curtmetratge sobre la història de Londres, que va iniciar la cobertura de la BBC de la cerimònia d'obertura. Va fer aparicions a dos festivals de Cheltenham, el juliol de 2012 a Música quan va llegir poesia i prosa de la Primera Guerra Mundial acompanyats de peces per a piano i l'octubre de 2012 quan va parlar de Sherlock i Parade's End at The Centaur. El 2012, va prestar la seva veu a una cançó parlada de quatre parts titulada «Flat of Angles» per a Late Night Tales basada en una història escrita per l'autor i poeta Simon Cleary, l'última entrega de la qual es va estrenar el 9 de maig de 2014.
El 2012, va posar la veu de Dante Alighieri al documental Girlfriend in a Coma. El 2013, Cumberbatch va narrar el documental Jerusalem sobre l'antiga ciutat. Va ser distribuït per National Geographic Cinema Ventures als cinemes IMAX 3D arreu del món. El mateix any, va aparèixer com a convidat especial en una gravació de l'òpera Usher House de Gordon Getty, on va donar veu al paper de «el visitant», gravada i publicada per PENTATONE.
Va narrar el documental Cristiano Ronaldo: The World at His Feet sobre el futbolista portuguès per a Vimeo i Vision Films el 2014. L'agost de 2014, va gravar el primer audiollibre íntegre de la novel·la de 1964 de William Golding, The Spire, per a Canongate Books.

### Música
El 28 de setembre de 2016, Cumberbatch va aparèixer a l'escenari amb David Gilmour, membre de Pink Floyd, durant un dels espectacles del músic a Londres celebrat al Royal Albert Hall. Va cantar la veu principal a la cançó «Comfortably Numb», cantant les seccions de versos cantades originalment per Roger Waters.

### Imitacions
És aficionat a imitar a altres persones, Cumberbatch va ser conegut com el «nou rei dels imitadors de famosos» per la revista Vulture. Ha imitat celebritats en diversos programes de xat, com ara The Graham Norton Show a la BBC, The Tonight Show Starring Jimmy Fallon a NBC i, en general, entrevistes a canals com MTV. Les seves imitacions inclouen Alan Rickman, Sean Connery, Jack Nicholson, Tom Hiddleston, Michael Caine, Christopher Walken, Tom Holland, Bane, John Malkovich, Matthew McConaughey, Taylor Swift i Chewbacca.

### Productora
Cumberbatch, Adam Ackland, l'escriptor i director Patrick Monroe, el coordinador d'acció Ben Dillon i el director de producció Adam Selves van crear una productora, SunnyMarch Ltd., a finals de 2013.
El seu primer projecte va ser el curtmetratge Little Favor, amb un pressupost de 87.000 lliures esterlines escrit i dirigit per Monroe amb Cumberbatch al paper principal. El thriller d'acció de 30 minuts va estar disponible internacionalment a iTunes el 5 de novembre de 2013.

## Imatge pública
Cumberbatch va aconseguir el reconeixement internacional amb la primera temporada de Sherlock el 2010. Des de llavors s'ha anomenat «The Thinking Woman's Crumpet» —una expressió que en anglès britànic fa referència a l'atractiu que té a causa de la seva intel·ligència— i ha estat present en nombroses llistes de l'«home més atractiu», incloses les d'Empire i People.

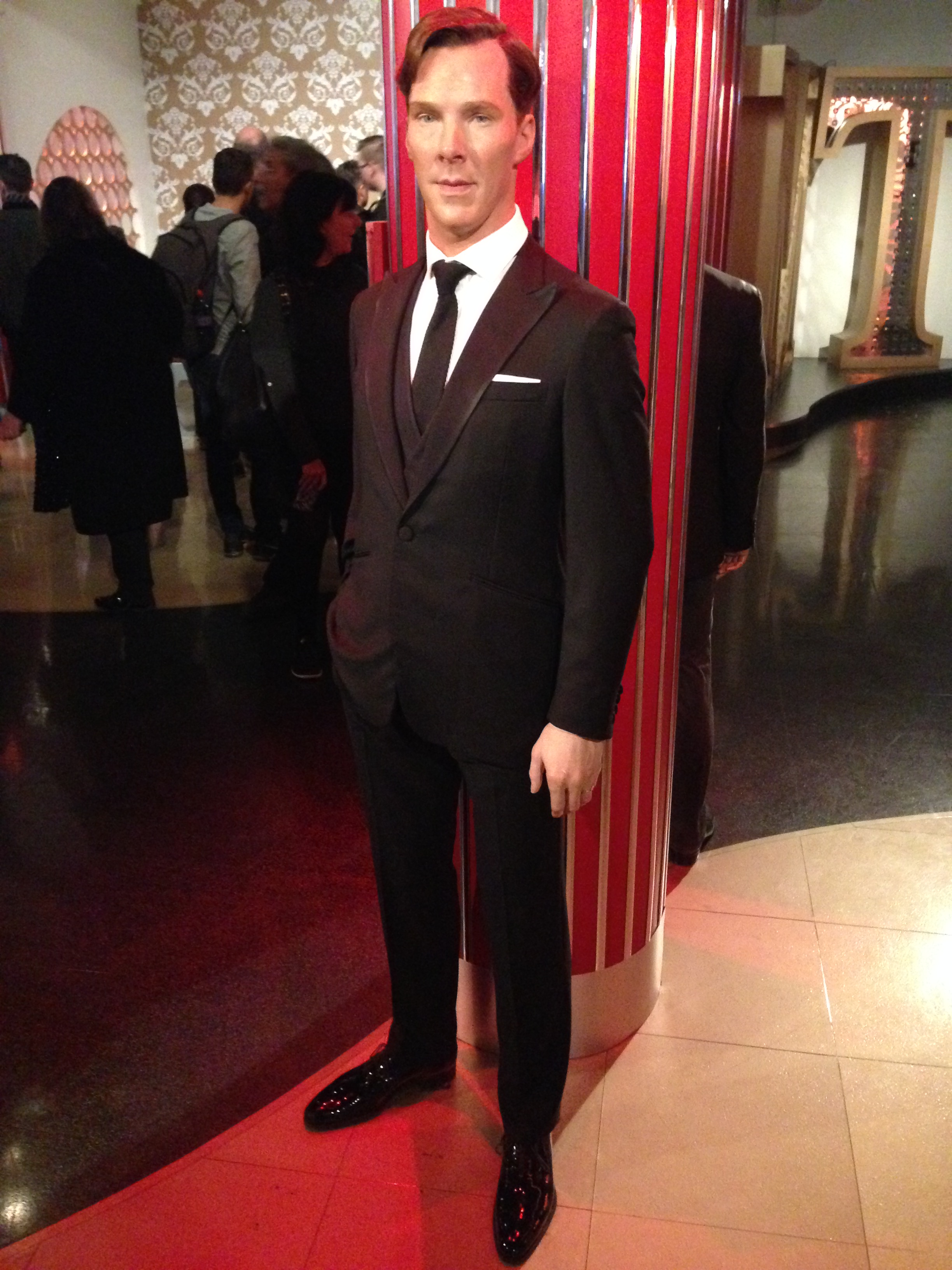
Escultura de cera de Cumberbatch al museu Madame Tussauds de Londres

Tatler va incloure Cumberbatch a la llista dels «solters més elegibles del Regne Unit» el 2012. El mateix any, Cumberbatch va descriure un incident de ciberassetjament en què va descobrir que algú havia estat piulant en directe els seus moviments a la seva casa de Londres. Acceptar-ho, va dir, és «un procés llarg. Pensar que algú sabia tot el que havia fet en un dia i ho va dir a la resta del món en temps real!» La seva fotografia feta al Garrick Club per Derry Moore, 12è comte de Drogheda va ser la portada del llibre de Moore de 2012 An English Room.
El 2013, Cumberbatch va ocupar el cinquè lloc a la llista de «Persones més fascinants de Gran Bretanya» de Tatler, per sobre de la duquessa de Cambridge i just per sota de la reina Isabel II. Entertainment Weekly va identificar Cumberbatch com un dels «50 animadors més divertits i creatius» de Hollywood. També ha aparegut a les portades del número «New A-list» de GQ, Time i The Hollywood Reporter.
El 2014, Cumberbatch es va incloure a The Sunday Times com a «100 creadors del segle xxi», citat com el Laurence Olivier d'aquesta generació. El crític de cinema Roger Friedman va afirmar que «Cumberbatch podria ser el més semblant a un descendent real de Sir Laurence Olivier». GQ el va identificar com un dels «100 homes més connectats» al Regne Unit el 2014. El mateix any, la revista Country Life el va etiquetar com un dels seus «Cavallers de l'any».
L'abril de 2014, Cumberbatch va ser considerat com una icona cultural britànica, i els joves de l'estranger el van anomenar entre un grup de persones que més associaven amb la cultura del Regne Unit, que incloïa William Shakespeare, la reina Isabel II, David Beckham, JK Rowling, The Beatles, Charlie Chaplin, Elton John i Adele. El mateix mes, la revista Time el va incloure al seu Time 100 anual com una de les persones més influents del món. Cumberbatch va ser la inspiració i el focus de l'obra Benedict Cumberbatch Must Die que, malgrat el seu títol, era una «carta d'amor» i un retrat de l'obsessió dels fans que envoltava l'actor. Es va estrenar el juny de 2014 al Teatre BATS de Nova Zelanda. L'aquari de Tennessee va anomenar una de les seves llúdrigues «Benny» en referència al primer nom de Cumberbatch després d'un concurs de nomenclatura al lloc web del zoo.
Una figura de cera de Cumberbatch s'ha exposat al Madame Tussauds de Londres des de l'octubre de 2014. El 2015, va ser nomenat un dels 50 homes britànics més ben vestits segons GQ. El 2018, PETA va declarar Cumberbatch i la directora Ava DuVernay com les celebritats veganes més belles del 2018.

### Caritat
Cumberbatch és un ambaixador de The Prince's Trust. És partidari i mecenes d'organitzacions enfocades a utilitzar les arts per ajudar a joves desfavorits, com ara Odd Arts, Anno's Africa i Dramatic Need. Des que va fer de Stephen Hawking el 2004, ha estat ambaixador i el 2015 patró de l'Associació de malalties de la neurona motora i el 2014 va fer l'Ice Bucket Challenge per a l'organització. També va crear un fons de recuperació en benefici de l'Associació d'Esclerosi Lateral Amiotròfica. Cumberbatch ha donat obres d'art per a organitzacions benèfiques i per recaptar fons, com ara la Willow Foundation i la Thomas Coram Foundation for Children.

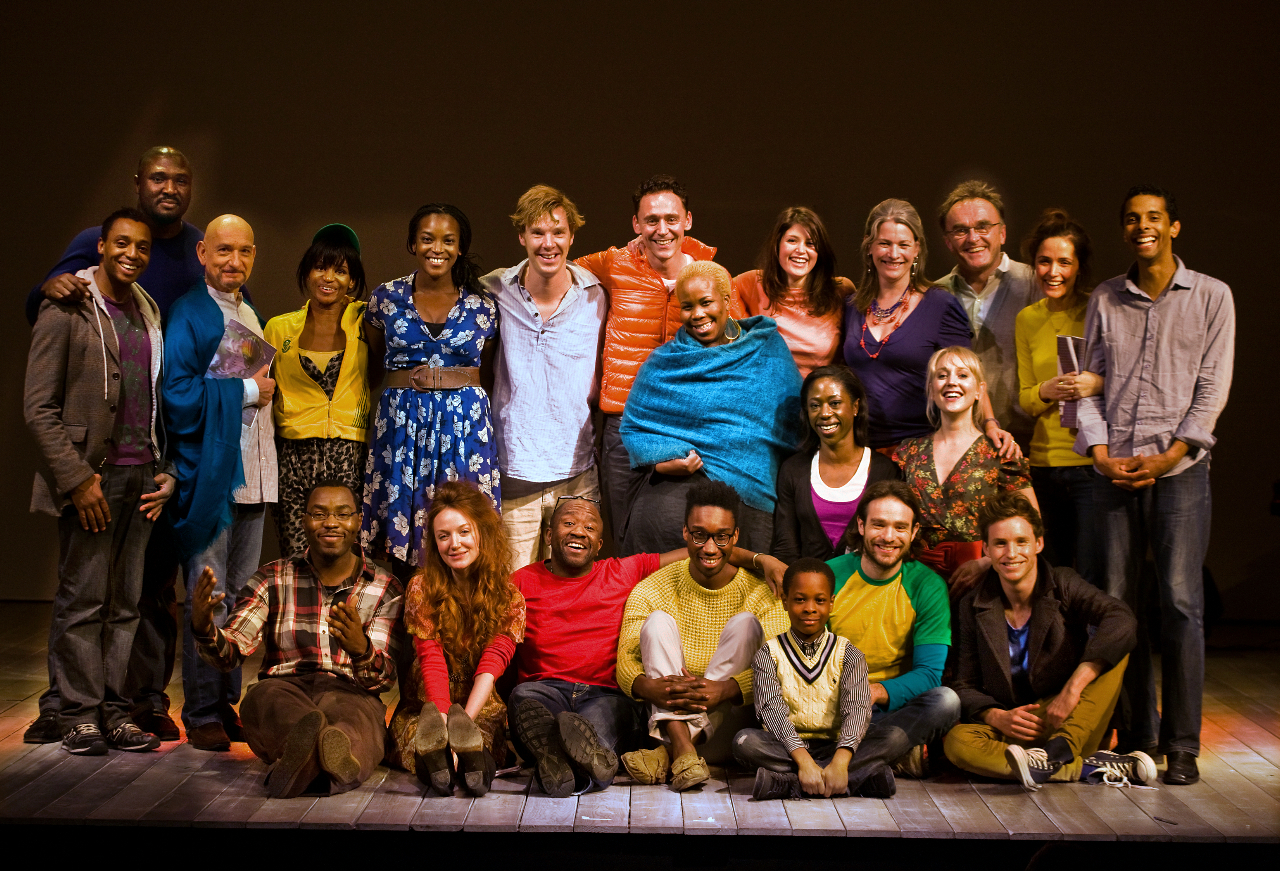
Cumberbatch (sisè des de l'esquerra, dempeus) i el repartiment de The Children's Monologues, a l'Old Vic Theatre de Londres, novembre de 2010

Juntament amb el príncep Felip, Cumberbatch va lliurar a 85 joves el Premi del Duc d'Edimburg al Palau de Saint James 19 de març de 2014. «La nostra ambició és estendre aquesta oportunitat a centenars de milers a tot el Regne Unit», va dir Cumberbatch en nom del programa de premis juvenils.
El maig de 2014, es va unir al príncep William i Ralph Lauren al castell de Windsor per a una gala de conscienciació i recaptació de fons sobre el càncer en benefici de la Royal Marsden NHS Foundation Trust. Cumberbatch va afirmar: «El càncer no és una malaltia que necessiti gaire consciència, però sí que necessita finançament continuat per a la investigació». El setembre de 2014, va participar en una campanya de vídeo per Stand Up To Cancer. Cumberbatch va posar per al fotògraf Jason Bell per a una exposició al Pall Mall de Londres del 16 al 20 de setembre de 2014 per commemorar els deu anys de la campanya benèfica «Give Up Clothes For Good», que va recaptar 17 milions de lliures per a Cancer Research UK. El 2014, Cumberbatch va recolzar públicament «Hacked Off» i la seva campanya per a l'autoregulació de la premsa del Regne Unit «protegint la premsa de la interferència política alhora que donava una protecció vital als vulnerables». A finals de 2014, Cumberbatch va dissenyar una estàtua de l'Os Paddington amb la temàtica de Sherlock Holmes, una de les cinquanta que es trobava a Londres abans de l'estrena de la pel·lícula Paddington, que es va subhastar per recaptar fons per a la Societat Nacional per a la Prevenció de la Crueltat envers els Nens (NSPCC).
En una portada de novembre de 2014 per a Out promocionant The Imitation Game, Cumberbatch va parlar de l'experimentació sexual durant la seva estada als internats afirmant: «Tot i que hi havia experimentació, mai m'havia passat pel cap: "Oh, això és això!" Només eren nois i els seus penis, de la mateixa manera amb les noies i les vagines i els pits. No va ser per desig». El grup LGBT Stonewall va publicar una declaració elogiant els comentaris de Cumberbatch, dient: «Veure algú a l'ull públic, especialment algú tan influent com Benedict, parlant positivament sobre temes gais, és poderós per a les persones joves lesbianes, gais i bisexuals. Sovint és difícil per a aquells que creixen trobar models a seguir que demostrin que està igual de bé ser gai o heterosexual.»
Cumberbatch és membre fundador de la campanya «Save Soho» que té com a objectiu «protegir i fomentar els llocs emblemàtics de música i arts escèniques al Soho». En una carta oberta publicada a The Guardian el 31 de gener de 2015, Cumberbatch, entre d'altres, va demanar indults a tots els homes gais i bisexuals que van ser condemnats per les mateixes lleis d'«indecència» ja desaparegudes com Alan Turing (a qui Cumberbatch va retratar a The Joc d'imitació).
El setembre de 2015, Cumberbatch va condemnar la resposta del govern del Regne Unit a la crisi dels migrants en un discurs davant els espectadors del teatre durant una visita en una representació de Hamlet, que ell representava. També va liderar una campanya de vídeo per ajudar l'organització benèfica Save the Children en la seva missió d'ajudar els joves refugiats sirians. Va ser un dels signants d'una carta oberta, publicada a The Guardian, en què criticava el govern per les seves accions respecte al problema dels refugiats. També va pronunciar discursos nocturns després de la seva representació de Hamlet al Barbican de Londres, demanant donacions per ajudar els refugiats sirians. Al final de la campanya, el públic va aportar més de 150.000 lliures per a Save the Children. Va fer front a les crítiques per no acollir refugiats ell mateix, i va respondre: «Tinc una casa, però està buida, està destrossada, no hi ha llum ni aigua, així que no funcionaria, i tinc un nadó al meu pis, no hi ha habitacions de sobres». El 2017 va dir a The Big Issue «Entenc per què alguns podrien pensar que hauria d'allotjar gent en lloc de queixar-me que un govern no ho faci. Però estava intentant conscienciar que podem fer més com a societat […] Però vam recaptar diners per als nens necessitats. Així que no em penedeixo d'haver-ho fet ni un segon, i ho tornaré a fer, encara que em posi a la línia de foc».
Cumberbatch va ser nomenat CBE en els honors d'aniversari de 2015 pels serveis a les arts escèniques i a la caritat. Va rebre l'honor de la reina en una cerimònia d'investidura al palau de Buckingham el 10 de novembre de 2015. El febrer de 2016, Cumberbatch va ser nomenat membre visitant a Lady Margaret Hall, Universitat d'Oxford.

### Política
El 2003, Cumberbatch es va unir a la protesta de la coalició Stop the War a Londres contra la guerra de l'Iraq. Es va dirigir als activistes en una protesta de 2010 patrocinada pel Congrés de Sindicats a Westminster sobre els riscos suggerits per a les arts a causa de les retallades de despesa previstes a la revisió de la despesa. El 2013, va protestar contra el que considerava que eren violacions de les llibertats civils per part del govern del Regne Unit.
Cumberbatch és partidari dels drets LGBT+ i el juliol de 2013 va oficiar el matrimoni entre persones del mateix sexe. Mitjançant aquesta ordenació va oficiar les noces de Robert Rinder, més conegut com a Jutge Rinder i el seu company Seth Cummings. Amb motiu del Dia Internacional de la Dona de 2014, va ser signant de la carta d'Amnistia Internacional al primer ministre David Cameron pels drets de les dones a l'Afganistan. Cumberbatch s'identifica com a feminista.
El 2016, Cumberbatch va ser una de les més de 280 figures del món de les arts que van donar suport a la votació perquè el Regne Unit es mantingués a la Unió Europea pel que fa al referèndum de juny de 2016 sobre aquesta qüestió.

## Vida personal

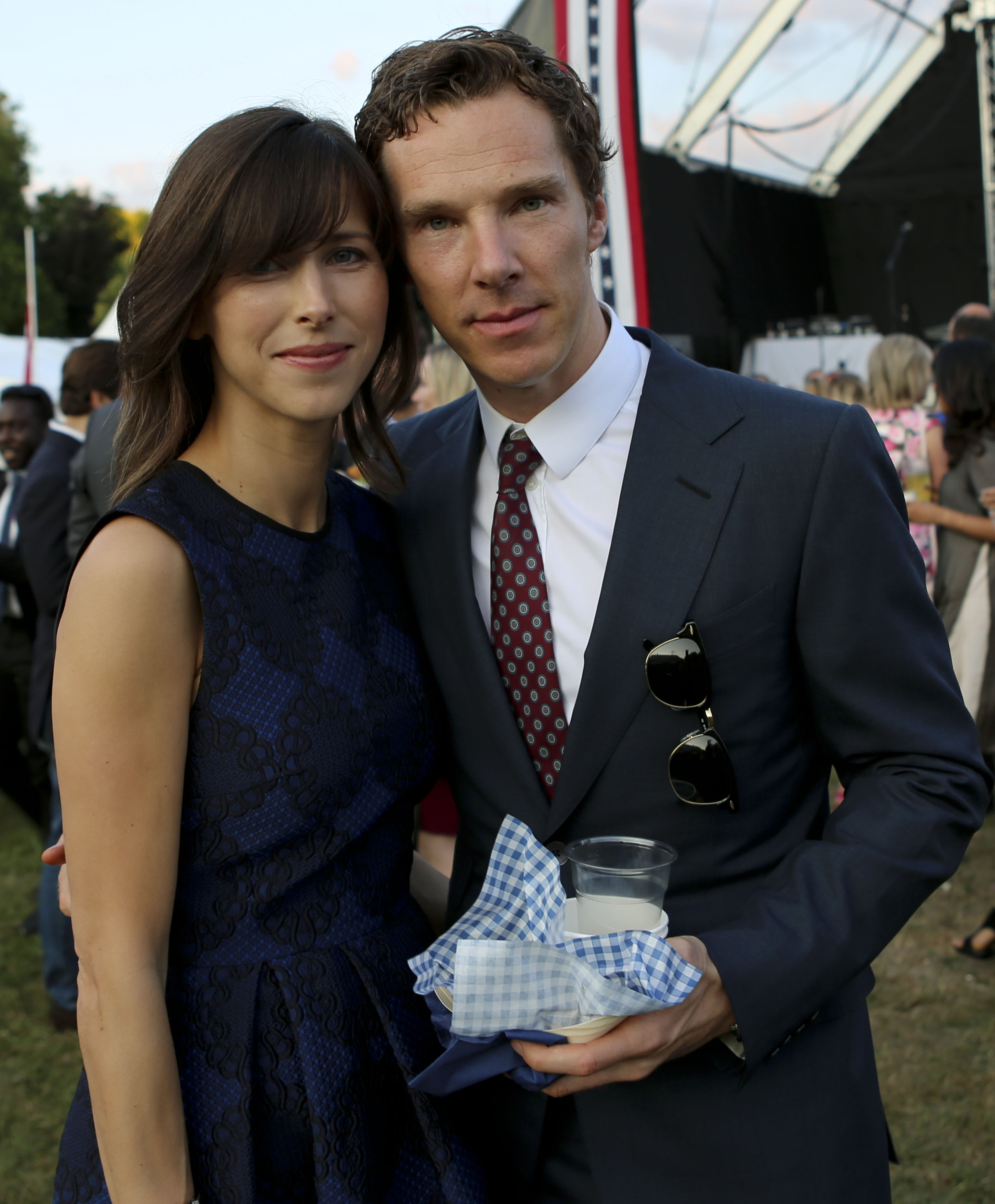
Cumberbatch amb la seva dona Sophie Hunter, juliol de 2015

Mentre es trobaven a KwaZulu-Natal, Sud-àfrica, l'any 2005, Cumberbatch i dos amics (Theo i Denise Black) van ser segrestats, després de rebentar-los un pneumàtic, i subjectats a punta de pistola per un grup de locals. Finalment, els seus segrestadors els van conduir cap a un territori despoblat i els van deixar en llibertat sense explicació. Cumberbatch va dir sobre l'incident: «Em va ensenyar que arribes a aquest món igual que com el deixes, sol. M'ha fet voler viure una vida menys normal.» Abans de l'esclat del pneumàtic, havien estat escoltant «How to Disappear Completely» de Radiohead. Després d'aquesta experiència, cada vegada que Cumberbatch escolta la cançó «li recorda a un sentit de la realitat… [i] un motiu d'esperança».
Subscriu a la filosofia budista i ha expressat afinitat per la meditació i el mindfulness. Cumberbatch també segueix una dieta vegana.
Cumberbatch va mantenir una relació de dotze anys amb l'actriu Olivia Poulet, des de la seva etapa a la Universitat de Manchester fins al 2010.
Cumberbatch està casat amb la directora anglesa de teatre i òpera Sophie Hunter. El seu compromís es va anunciar a la secció «Pròxims matrimonis» de The Times el 5 de novembre de 2014, després d'una amistat de disset anys. El 14 de febrer de 2015, la parella es va casar a l'església de Sant Pere i Sant Pau del segle xii a Mottistone, a l'illa de Wight, seguida d'una recepció a Mottistone Manor. Tenen tres fills.